# Шехзаде Баязид
Шехзаде́ Баязи́д (тур. Şehzade Bayezid; 14 сентября 1525, Стамбул — 25 сентября 1561, Казвин) — четвёртый сын Сулеймана I от его законной жены Хюррем-султан. Санджак-бей последовательно Коньи, Кютахьи и Амасьи.
Участвовал в нескольких военных кампаниях отца. В 1553 году замещал отца в Эдирне во время похода на Персию, в ходе которого был казнён старший единокровный брат Баязида шехзаде Мустафа. После окончания похода Баязид подавлял восстание Лже-Мустафы и подозревался отцом в организации этого восстания, однако благодаря матери был прощён. После смерти матери Баязид, не желавший быть казнённым, когда шехзаде Селим взойдёт на престол, выступил против отца и брата, но проиграл и летом 1559 года был вынужден бежать в Персию.
Первоначально был благосклонно принят шахом Тахмаспом I, однако в 1560 году люди Баязида были заподозрены в организации покушения на шаха. Баязид и четверо его сыновей, сопровождавших шехзаде в Персию, были арестованы, а почти все сторонники Баязида перебиты. Летом 1561 года султан Сулейман I и его старший сын Селим смогли договориться с Тахмаспом о выдаче Османам Баязида и его сыновей. В начале осени 1561 года все шехзаде были казнены и похоронены в Сивасе. В это же время в Бурсе был казнён младший сын Баязида. Одним из итогов бунта Баязида, помимо кровавой гражданской войны, стало изменение в принципах престолонаследия: отныне трон передавался не тому шехзаде, кого султан посчитает самым достойным, а только старшему из наследников.

## Биография

### Происхождение и ранние годы
Шехзаде Баязид был пятым ребёнком и четвёртым сыном из шестерых детей османского султана Сулеймана I и его любимой наложницы и будущей жены Хюррем-султан, в Европе известной как Роксолана. Османист Энтони Олдерсон и турецкий историк Йылмаз Озтуна указывают, что шехзаде родился 14 сентября 1525 года в Стамбуле, однако турецкий историк Шерафеттин Туран, автор статьи о Баязиде в «Исламской энциклопедии», указывает 1526 год годом рождения этого сына Сулеймана; османский историк Сюрея Мехмед-бей и турецкий историк Недждет Сакаоглу без указания конкретной даты пишут, что Баязид родился в 1525 году. Своё имя шехзаде получил в честь прадеда-султана Баязида II. Помимо четверых полнородных братьев и одной сестры, у Баязида было предположительно трое братьев и по меньшей мере две сестры, рождённые другими наложницами отца.

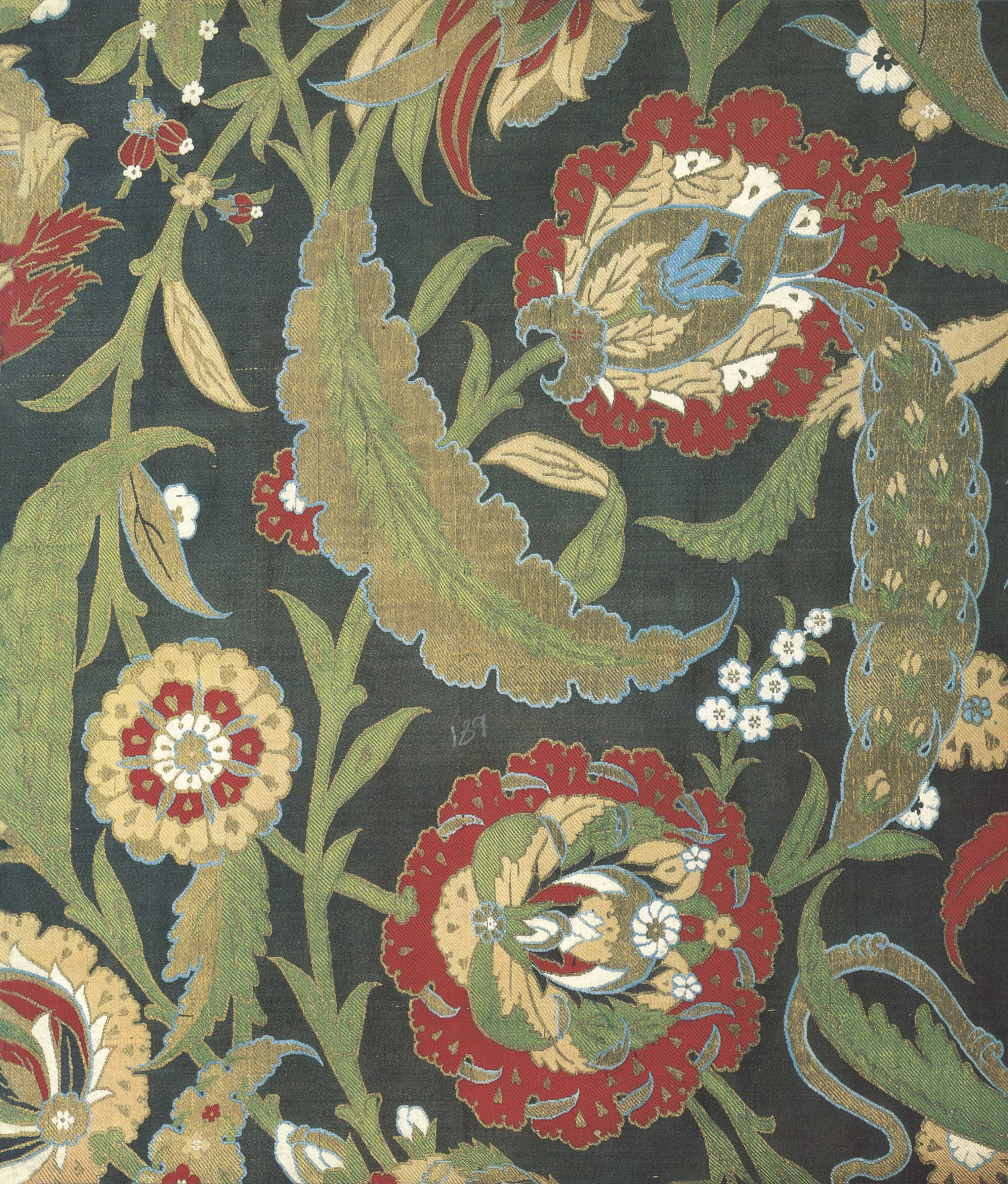
Деталь церемониального кафтана шехзаде Баязида, середина XVI века. Коллекция дворца-музея Топкапы

В 1530-х годах подросшие Баязид и его старший брат Селим стали присоединяться к отцу во время празднований, что неизменно вызывало ликование среди народа. Согласно американскому историку Гарольду Лэмбу, Хафса-султан, мать Сулеймана, к тому моменту прикованная к постели болезнью, говорила сыну, что Селим «в поступках, как и во внешности, похож на свою мать хасеки Хюррем», которую она не любила, но Баязид, в противоположность брату, был мягок, и умён, и внешне и характером был похож на отца. Более симпатизируя младшему из этих двоих внуков, Хафса призывала сына-султана доверять Баязиду и не доверять Селиму, но быть к нему добрее, поскольку Селим, в отличие от брата, как она считала, боялся отца. При этом любимцем Хафсы всегда оставался старший сын Сулеймана от Махидевран-султан шехзаде Мустафа, и именно его Хафса видела преемником сына на троне.
11 ноября 1539 года вместе с младшим полнородным братом шехзаде Джихангиром Баязид прошёл процедуру обрезания; длительные празднования по случаю обрезания шехзаде начались 26 ноября на Ипподромной площади, и в ходе этих торжеств 4 декабря была выдана замуж единственная полнородная сестра Баязида Михримах-султан.
В 1541 году Баязид вместе с отцом участвовал в походе на Венгрию. Согласно Турану, в 1546 году шехзаде был назначен губернатором территории бывшего бейлика Карамана — санджака Конья; однако Озтуна указывает, что произошло это назначение пятью годами ранее — 18 июня 1541 года.
В 1548 году, когда Сулейман I выдвигался с походом на Персию, Баязид встретил отца в Акшехире; когда же войско зимовало в Халепе, отец позвал его туда. Во время Нахичеванской экспедиции в 1553 году Баязид первоначально не участвовал в походе, однако был оставлен отцом как наместник султана в Эдирне. Турецкий историк Исмаил Хами Данишменд, ссылаясь на неопределённые источники, упоминает о том, что, возвращаясь из этого похода, Сулейман вновь вызвал Баязида в лагерь в Халепе.
Вскоре после завершения в Персии кампании 1553—1554 годов Баязид был переведён в Кютахью.

### Восстание Лже-Мустафы
В 1553 году во время третьей кампании против Персии по приказу Сулеймана I был казнён старший единокровный брат Баязида шехзаде Мустафа. Данишменд в «Хронологии Османской истории» писал, что на самом походе настаивала Хюррем-султан, желавшая по собственному усмотрению распорядиться наследием султана: «Вопрос наследия встал особенно остро около пяти лет назад после смерти шехзаде Мехмеда. У султана Сулеймана осталось четверо сыновей: Мустафа, Селим, Баязид и Джихангир. Поговаривают, что Кануни склонялся к кандидатуре старшего сына, наместника в Амасье Мустафы. Но шехзаде Мустафа не был сыном Хюррем, поэтому Хюррем пыталась сделать всё, чтобы престолонаследником стал её собственный сын Баязид, её дочь Михрюмах-султан помогала ей в этом. Рустем-паша тоже был на стороне свой жены и тëщи…»; тем не менее Данишменд отмечает, что, возможно, Хюррем поддерживала и другого своего сына — шехзаде Селима. Сакаоглу же приводит версию мюнедджим-баши (главного астролога) Дервиш Ахмеда-эфенди, так описавшего ситуацию в своей хронике Sahayifü’l-ahbâr: Михримах с матерью решила во что бы то ни стало расчистить путь к трону для Баязида, поэтому они устроили заговор против Мустафы, а Селим, который был старше Баязида, ничего об этих планах не знал и с ними никак связан не был. Однако турецкий историк Чагатай Улучай в своей работе «Дворец в Манисе» указывал на то, что Хюррем очень часто проведывала Селима и в Карамане, и в Манисе, из чего он сделал вывод, что она любила Селима больше остальных сыновей и желала, чтобы преемником Сулеймана стал именно он.
Когда султан возвращался из похода летом 1555 года, страна встретила его восстанием Лже-Мустафы, длившимся к этому моменту уже год. Баязид, в это время находившийся в Эдирне, был направлен отцом на подавление этого восстания, однако шехзаде не торопился выполнять приказ падишаха. Как пишет историк Шахин Кая, промедление Баязида было обусловлено тем, что он собирал войска и втайне через одного из провинциальных губернаторов вёл переговоры с главным визирем Лже-Мустафы. В июне — июле 1555 года Сулейман отправил на помощь младшему сыну третьего визиря Соколлу Мехмеда-пашу с домашней гвардией и янычарами. К этому моменту Баязиду удалось переманить на свою сторону главного визиря Лже-Мустафы; визирь похитил мятежника и передал османским войскам, которые доставили Лже-Мустафу в Стамбул, где он и был казнён.
По словам Турана, медлительность Баязида привела к слуху, что восстание было организовано им самим. Сакаоглу приводит подробности этих слухов: «Мать и сын устроили этот театр, чтобы избавить султана Сулеймана от клейма сыноубийцы. Мустафа якобы подозревал, что отец хочет казнить его, поэтому он не поехал в лагерь в Акююке, а послал вместо себя двойника. Когда подмену раскусили, двойник был казнён. Мустафа же тайно переехал в Румелию и поднял восстание. Эта постановка должна была спасти падишаха-отца от угрызений совести и легализировать убийство, ведь в итоге мятежный Лже-Мустафа, надоумленный и обманутый шехзаде Баязидом, будет пойман и казнён». Эти слухи пошатнули доверие отца-султана к Баязиду. Посланник Фердинанда I Бусбек писал, что, согласно другому слуху, Баязид организовал восстание, чтобы занять трон самому в отсутствие отца. Бусбек рассказывал, что султан разозлился на сына и планировал наказать его, однако Хюррем «лаской и слезами» удалось убедить супруга простить Баязида, взамен пообещав, что Баязид больше не посмеет ослушаться и будет повиноваться отцу. После плодотворного разговора с мужем Хюррем написала Баязиду письмо и сообщила, чтобы он не боялся приезжать, если она его пригласит. Когда же Баязид прибыл в столицу, его разоружили слуги отца, однако мать, следившая за происходящим из окна, взглядом дала понять, что всё в порядке.

### Перевод в Амасью
По мнению Турана, результатом прощения Баязида стал тот факт, что шехзаде стал считать себя главным наследником. Кроме того, обладая наивной натурой и миролюбивым духом, он считал себя выше Селима, любившего удовольствия и развлечения. Однако Сулейман I назвал наследником именно Селима как старшего из оставшихся сыновей, и между братьями разгорелась борьба за статус наследника. Туран отмечает, что эта борьба стала результатом не только амбиций Баязида и заговоров его сторонников, но и административных, социальных и экономических условий в стране: в частности, недовольство, начавшееся во второй половине правления Кануни, стало ещё более распространённым после казни шехзаде Мустафы. Кроме того, Баязиду не давала покоя перспектива быть казнённым собственным братом после смерти отца в соответствии с законом Фатиха.
Бусбек ещё в 1554 году писал, что Баязид был любим матерью и она поддерживала его, но делала это из жалости, вследствие «печального будущего младшего шехзаде, или из-за его покорности матери, или по иным причинам. Все были уверены: если бы будущего султана выбирала она, она бы предпочла Баязида Селиму и посадила бы на трон его». Кроме того, мать могла попытаться спасти Баязида от губительной традиции в случае восхождения на трон его брата Селима. Тем не менее Лэмб писал, что, будучи уже тяжело больной, Хюррем просила мужа поддержать слабого Селима, поскольку Баязид был силён сам по себе; к тому же, по мнению Лэмба, своим преемником Сулейман видел именно Баязида, поскольку только он мог возглавить османский народ.
Пока Хюррем была жива, ей удавалось сдерживать обоих сыновей от открытой конфронтации, однако после её смерти весной 1558 года Баязид остался без поддержки самого сильного своего защитника и стал собирать сторонников. В то время как Селим полагался исключительно на отца, Баязид полагался на своё окружение: как и Мустафа ранее, Баязид вызывал симпатии всех, с кем знакомился, поскольку представлял собой старую идею султана-воина, и был очень популярен среди янычар, открыто насмехавшихся над его братом Селимом; к Баязиду в поисках денег, покровительства и справедливости стали стекаться тимариоты, беглые крестьяне, кочевники и безработная молодёжь. В столице Баязида поддерживали старшая сестра Михримах и её супруг великий визирь Рустем-паша; кроме того, на стороне Баязида была и одна из наложниц его отца Гюльфем-хатун, которая в письме, хранящемся в архивах дворца-музея Топкапы, заверяла шехзаде, что видит преемником султана только его. Первоначально на стороне Баязида выступал и его лала Кара Мустафа-паша, однако в дальнейшем Рустем-паша перевёл Кара Мустафу на службу к старшему шехзаде, чтобы тот шпионил за Селимом, но лала действительно переметнулся на сторону Селима в надежде, что, став султаном, тот сделает его великим визирем. Лала сыграл не последнюю роль в противостоянии шехзаде: как писал Лэмб, Кара Мустафа умело играл на страхах Селима и амбициях Баязида — он внушал старшему шехзаде, что Баязид любимец султана, в то время как младшему шехзаде лала внушил, что Селим недостоин трона, и подстрекал Баязида к открытому противостоянию с братом. В конечном итоге подстрекательство лалы привело к тому, что Баязид послал брату оскорбительный подарок — женскую шляпу с лентами и прялку.
Овдовевший Сулейман I попытался погасить конфликт между сыновьями: через несколько месяцев после смерти жены султан выделил каждому сыну по 300 000 акче и отправил их по дальним провинциям — Селим из Манисы был переведён, по разным данным, сначала в Кютахью, а затем в Конью, или же сразу в Конью, а Баязид — из Кютахьи в Амасью. Гарольд Лэмб предполагал, что этим назначением Сулейман желал испытать сына: Амасья хоть и была дальше от столицы, но располагалась она ближе к восточной границе и со стратегической точки зрения была важнее, чем Маниса, в которой на тот момент ещё пребывал Селим. Однако Баязид, вероятно, опасался, что в памяти жителей Амасьи ещё были живы и казнь предыдущего наместника шехзаде Мустафы, и мятеж Лже-Мустафы; кроме того, Баязида волновал не только перевод в Амасью как таковой, но и тот факт, что Селим мог остаться в Манисе, из которой их отец Сулейман много лет назад отбыл в столицу, чтобы спустя всего четыре дня после смерти отца взойти на престол.
Младший шехзаде такое назначение счёл оскорбительным и воле отца подчинился не сразу: он был назначен санджак-беем Амасьи 6 сентября 1558 года, однако покинул Кютахью по настоянию султана лишь 28 октября. Всё это время Баязид просил у отца привилегий для себя и назначений в санджаки для своих сыновей. Уже покинув Кютахью, он жаловался, что считает это назначение падением «с небес в ад». В Амасью шехзаде прибыл только спустя 55 дней после отъезда из Кютахьи — 21 декабря 1558 года. Уже из нового санджака Баязид забрасывал отца просьбами вернуть его обратно в Кютахью. Селим, в свою очередь, также не сразу отправился в Конью: к середине осени 1558 года он всё ещё пребывал в Манисе, опасаясь покидать близкий к столице санджак из-за возможного нападения Баязида на брата в пути; в конечном итоге Селим отправился в Конью только после того, как Баязид выдвинулся в Амасью, и въехал в город в первые дни 1559 года.

### Мятеж
Зимой 1559 года Селим в письмах докладывал отцу, что брат собирает людей и вооружает их, отмечая, что, скорее всего, выступления зимой не будет, но грядущей весной Баязид нападёт на брата. Селим считал, что Баязида в столице поддерживает большое количество народа, в том числе и высшие чины государства. В свете этих событий Сулейман посоветовал старшему сыну оставаться в Конье и занять оборонительную позицию. Селим выполнил указания отца и, кроме того, выплатил большую сумму денег солдатам, чтобы те отбили нападение Баязида. В это же время Сулейман предпринял попытку успокоить Баязида, написав ему, что к нему не было проявлено жестокости. Однако Баязид, считавший, что, как и ранее с Мустафой, отец неверно оценивает его, а Селим и вовсе клевещет на брата, приступил к активным действиям и в середине апреля покинул свой санджак.

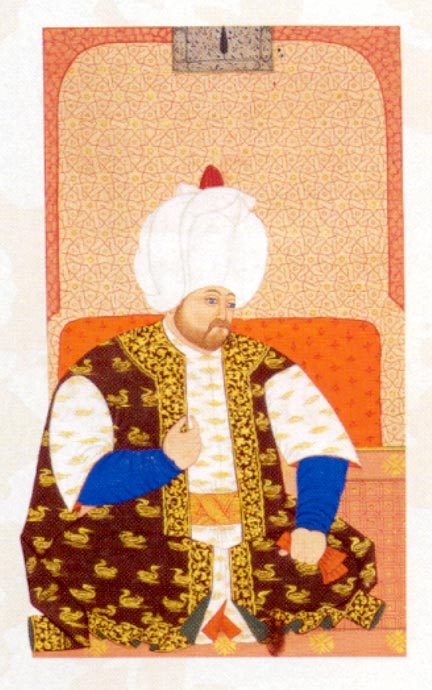
Миниатюра, изображающая брата Баязида Селима

Баязид прибыл в Анкару из Амасьи, чтобы разведать обстановку. Анкара была выбрана Баязидом из-за равноудалённого положения как от столицы, так и от санджака Селима Коньи. Уже здесь Баязид в письмах к отцу продолжал настаивать на своём желании вернуться в прежний санджак Кютахью. Вместе с тем становилось ясно, что он нападёт на брата, убьёт его и станет единственным наследником до того, как Сулейман успеет бросить на помощь старшему сыну собственные войска. Однако как только новость о походе Баязида достигла его отца, Сулейман отдал третьему визирю Соколлу Мехмеду-паше приказ о присоединении к войску Селима войска янычар; кроме того, на помощь старшему шехзаде были брошены войска под командованием генерал-губернатора Румелии Мустафы-паши; Лэмб писал, что, помимо янычар, Селиму были отправлены также сипахи и сорок пушек. Помощь Селиму выдвинулась из Стамбула в начале мая; в это же время наместникам, близким к Конье, был отдан приказ о поддержке шехзаде Селима. Пока султанские войска шли на помощь старшему шехзаде, Сулейман поднял против младшего сына богословов. Религиозные учёные и государственные деятели должны были вынести суждение о поведении Баязида и наказании, которое он должен был понести. Итогом стали фетвы на казнь по законам шариата мятежного шехзаде и его сторонников. В фетвах, изданных шейх-уль-исламом Эбуссуудом-эфенди и другими улемами, Баязид обвинялся в том, что он стал «багы́» («мятежник»), который вырвался из-под повиновения султана и захватил крепости, «грабил» людей и вербовал солдат. Баязид знал и о войсках, идущих на помощь Селиму, и о фетвах и поэтому считал, что битва с братом должна окончиться смертью одного из шехзаде.
Ещё до того, как султанские войска достигли санджака Селима, Баязид с 30-тысячной армией повернул на юг в сторону Коньи и достиг её предместий к концу мая 1559 года. Селим, ожидавший нападения брата, занял оборонительную позицию. Его войска находились под командованием генерал-губернаторов и других чиновников, в то время как скромная армия Баязида состояла из низкоранговых тимариотов и людей, примкнувшим в последние месяцы. В течение двух дней, 30 и 31 мая, шла битва шехзаде, в которой войска Баязида сражались за свои убеждения с большим рвением, пока войска Селима не желали продвигаться вперёд. Однако количество войск и степень их подготовки сыграли решающую роль, и Баязид проиграл: его войска не смогли прорвать оборону Селима и понесли огромные потери.
Баязид спешно вернулся в Амасью и послал муфтия Мухиддина Джюрджани к отцу с просьбой о прощении. Написал он и великому визирю Рустему-паше с просьбой помочь вымолить прощение у султана. Одновременно с этим Баязид вновь собирал войска. Сулейман, получив просьбы сына о прощении, посчитал его недостойным этого самого прощения и приказал немедленно схватить шехзаде. Примерно в середине июня войска Соколлу, наконец, достигли Коньи, и Селим получил приказ вместе с ними преследовать мятежного брата. В этом же время беи на османо-персидской границе, черноморском побережье, Чёрном море и в арабских провинциях получили приказ задержать Баязида, если он появится на их территории. Крымский хан также был оповещён о возможном бегстве Баязида на его земли, как пятьюдесятью годами ранее это случилось с отцом Сулеймана Селимом I.
Пока приказы рассылались по провинциям, Баязид забрал четверых своих сыновей и 7 июля покинул Амасью. Произошло это в первый день Ураза-байрама — праздника, следовавшего за священным месяцем Рамадан; кроме того, в том году эта дата пришлась на пятницу. Вероятно, Баязид рассчитывал, что в праздничный день его не будут преследовать и он сможет беспрепятственно покинуть санджак вместе со своими спутниками — помимо четверых сыновей, его сопровождали порядка десяти тысяч человек. Баязид направился на восток и старался передвигаться с максимально возможной скоростью, чтобы султанские войска, вышедшие из Коньи, не успели настигнуть его, а местные правители не успели получить приказ о его захвате. Из Амасьи шехзаде направился в Байбурт, а уже оттуда в Эрзурум. Согласно курдскому историку Шараф-хану Бидлиси, местный губернатор Аяз-паша предложил ему помощь в том, чтобы испросить прощения у султана, однако дальше слов дело не пошло. Когда шехзаде подошёл к восточной границе, в районе Чухур-Саада его нагнали знаменосцы отца во главе с шехзаде Селимом, от которых Баязиду удалось отбиться. Тогда он понял, что не сможет жить на османских землях, и решил укрыться в Персии со своими людьми в середине августа 1559 года. Уже на подходах к границе Баязид продолжал писать письма сестре Михримах и её супругу Рустему-паше, надеясь, что те смогут договориться с султаном о прощении. Лэмб писал, что Михримах умоляла отца простить брата, уповая на то, что супруг её Рустем-паша болен и скоро умрёт, и Баязид останется её единственной надеждой. Какое-то время Сулейман, прислушиваясь к мнению дочери, раздумывал о возможном пути решения проблемы. Однако, по словам Лэмба, как только Баязид пересёк границу, он подписал себе смертный приговор.

### Бегство в Персию
Баязид послал к правителю Чухур-Саада Шах Кули-султану Устаджлу своего человека с заверениями, что его намерения чисты. Когда шаху Тахмаспу I передали сведения о случившемся, он отправил навстречу Баязиду своего юзбаши Хасан-бега, который с почестями проводил шехзаде в Казвин к шаху в сопровождении около 12 тысяч конников. В Казвин Баязид со свитой прибыл 23 октября 1559 года.

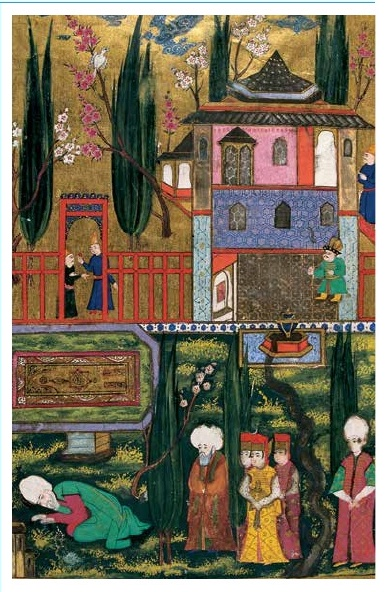
Сулейман I проклинает восставшего шехзаде Баязида. Миниатюра работы Сейид Локман

Казвин встретил Баязида пышными торжествами, устроенными по приказу Тахмаспа: был организован пир, а также от лица персидских вельмож и эмиров Баязиду, его сыновьям и свите были подарены почётные одеяния и подарки, обошедшиеся персидской казне в 10 тысяч туманов. Большая часть свиты шехзаде была отослана к правителям и эмирам, охранявшим границы шахских владений, где должна была перезимовать и весной вновь встать под знамёна Баязида. Туран отмечал, что шах Тахмасп, по-видимому, просил прощения у Сулеймана I по просьбе Баязида, и Кануни даже какое-то время думал простить преступление своего сына, но отказался от этого из-за негативного отношения шехзаде Селима к Тахмаспу; сам же Селим предпочитал избавится от брата ещё при жизни отца, чтобы избежать неприятностей в начале собственного правления. Лэмб утверждал, что Баязид в послании к Сулейману написал, что нашёл в Тахмаспе второго отца; сам же Сулейман, по мнению Лэмба, отрёкся от сына, как только тот пересёк персидскую границу.
В течение нескольких месяцев дворы ближней Европы следили за происходящим при персидском дворе, рассчитывая, что персам удастся втянуть османов в войну на востоке и отвлечь Сулеймана от завоеваний на западе. Сам же Тахмасп попытался извлечь выгоду из нахождения при его дворе заложника: под прикрытием обычного приветствия Сулейману он высказал предположение, что Баязид может возглавить приграничные провинции, такие как Эрзурум в горном проходе или Багдад у водных путей Тигра и Евфрата; и в том, и в другом случае эти территории вновь перешли бы персам. Такое положение дел могло привести к войне с персами. Однако Сулейман в этом случае не опасался, что придётся воевать на два фронта: гражданская война ему не грозила, поскольку армия считала Баязида предателем из-за бегства в Персию — в отличие от Мустафы, который принял наказание отца и стал мучеником.
Бидлиси писал, что люди шехзаде не доверяли Тахмаспу, поскольку тот не оказал Баязиду необходимой поддержки, и считали, что в конечном итоге шах поступит с шехзаде так, как велит ему султан Сулейман. Посовещавшись между собой, сторонники Баязида решили при удобном случае устроить на шаха Тахмаспа покушение и уехать в сторону Багдада или Ширвана и Грузии. Однако о заговоре узнал юзбаши Хасан, и чтобы замять дело, по приказу Баязида были казнены несколько человек. Однако вести о готовящемся покушении всё равно достигли ушей шаха. В Казвине начались беспорядки, в ходе которых на пристанище Баязида было совершено нападение «простонародья и других подонков и черни Казвина». Шах послал человека, чтобы усмирить толпу. На следующий день, согласно обычаю, Баязида с сыновьями и свитой привели в диван-хане, где планировалось устроить пир, чтобы загладить грубость простонародья и успокоить шехзаде. Однако как только Баязид с сопровождающими вошёл в диван-хане, всех их по приказу шаха арестовали. В тот же день войска Баязида были почти полностью перебиты. Туран же писал, что о заговоре заявил сам Тахмасп, желавший воспользоваться конфликтом в своих целях; сначала он разогнал воинов Баязида, а 16 апреля 1560 года заключил в тюрьму его самого и его сыновей.
После ареста между Кануни и Селимом с одной стороны и шахом Тахмаспом с другой завязалась переписка с целью договориться о выдаче мятежного шехзаде османам. Кая отмечал, что тон писем Сулеймана говорил о том, что он не хочет обсуждать с Тахмаспом возможность казни сына и желает лишь его возвращения домой любой ценой — будь то крупная сумма денег или же возвращение персам захваченных ранее крепостей. Лэмб же писал, что Сулейман сразу дал Тахмаспу понять, что мир возможно сохранить при двух условиях: Баязид будет выдан османам, и Тахмасп за это получит только деньги. Вместе с тем Селим открыто обсуждал с шахом казнь брата и считал, что нужно приложить максимум усилий, чтобы она состоялась. Вскоре в Казвин с многочисленными богатыми дарами прибыла делегация от султана Сулеймана в составе трёхсот человек во главе с бейлербеем Мараша Кайлун Али-пашой. Согласно Бидлиси, среди даров были «несколько девяток коней с попонами из парчи, бархата и разноцветного дамасского шёлка, у некоторых седло и уздечка [были украшены] драгоценными камнями. [К этому] прибавили пояс с мечом, расшитую золотом фараджу с пуговицами из бадахшанского рубина, из которых каждая весила больше мискаля, и другие румские и европейские диковинки и [редкостные] ткани». Посланникам удалось добиться расположения и благосклонности шаха. После соблюдения обычаев и церемоний посланникам дали разрешение на отъезд. Когда они пришли прощаться с шахом, тот заявил: «За эти услуги, ибо султан Байазид и [его] сыновья были схвачены единственно ради удовлетворения и благосклонности властелина [Сулеймана I], я [тоже] жду внимания и благодеяний»; этими словами Тахмасп намекал, что хочет получить в числе прочего в управление для своего сына Хайдар-мирзы Багдад.
В конце концов султану пришлось принять некоторые пожелания шаха, в соответствии с которыми Тахмаспу должно было быть выплачено 1 200 000 золотых монет, а также Персии должен был быть передан Карс. Кроме того, Селим дал «ахиднаме», согласно которому он останется другом Персии, когда станет султаном. Когда соглашение было достигнуто, османские послы, которые должны были забрать Баязида и его сыновей, прибыли в Казвин 16 июля 1562 года. Возглавляли делегацию, согласно Бидлиси, бейлербей Вана Хюсрев-паша, чашнигир-баши Синан-ага и чавуш-баши Али-ага; Бидлиси писал: «[Им] было приказано вручить [шаху] около 400 тысяч флоринов червонного [золота] от владыки и 100 тысяч флоринов от полновластного царевича Султан Салим-хана, что вкупе составит 30 тысяч туманов, какими пользуются в Ираке, несколько подношений и румских и европейских драгоценностей, [а также] сорок арабских коней с седлом и панцирем из золота, драгоценных камней и парчи. Для шахских сыновей и дочерей от великих шахзаде привезли в дар инкрустированные драгоценными камнями украшения, оценить которые не могли проницательные ценители. Деньги по приказу Сулаймана хранились в Эрзеруме, дабы, как только Султан Байазида с сыновьями передадут слугам государя, деньги вручили доверенным шаха». Также Тахмаспу было передано послание от султана Сулеймана и шехзаде Селима, в котором говорилось: «Если Байазида с сыновьями передадут нашим представителям, никогда мы и счастливые дети наши не будем враждовать с родом Сефевидских государей и не причиним вреда их стране. [Пусть] устои мира и благоразумия будут неизменно прочными, да не будет проявлена вами и детьми вашими несправедливость и несогласие, что несовместимы с дружбой и единством, да не допустим [этого] мы и наши дети также!» Получив дары и ознакомившись с посланием, Тахмасп отдал приказ передать Баязида и его сыновей посланникам султана.

### Казнь
23 июля 1561 года, в четверг, Баязида с сыновьями передали посланникам султана. Лэмб писал, что Баязид, вопреки всем законам гостеприимства, был схвачен во время банкета, который Тахмасп дал в его честь. Кроме того, Лэмб отмечал, что Баязид согласился сдаться османам, считая, что его отправят к брату, а не к отцу. Баязид предстал перед посланниками отца и брата в простом старом платье, рваном головном уборе и с побритой бородой — всё это было символом его падения. Посланники Сулеймана объявили шехзаде, что если они те, за кого себя выдают, то они будут казнены. После того, как личность пленников была подтверждена, они были убиты на конном ристалище в Казвине; все шехзаде — сначала сам Баязид, затем его сыновья — были задушены. Олдерсон указывает, что произошло это 25 сентября 1561 года. Согласно Бидлиси, тела положили в гроб и на телеге отвезли в Ван, откуда первоначально планировалось доставить их в Стамбул для погребения. Кая дополняет, что тела были законсервированы мускусом и духа́ми, чтобы перевезти их на османскую землю. Однако в пути был получен приказ Сулеймана похоронить их в Сивасе за пределами города. Как писал Бидлиси, Баязид с сыновьями был погребён возле Сиваса, к западу от города, возле дороги. Однако Туран писал, что шехзаде захоронили в тюрбе Мелик-и Аджем, которое позднее было разрушено.
Бунт Баязида имел как близкие, так и отдалённые последствия. Так, в это же время в Бурсе, куда он был выслан вместе с матерью, был убит пятый сын Баязида, которому было всего три года. Тахмаспу были отправлены ценные подарки, но ни обещанных 1 200 000 золотых дукатов (он получил только 500 000 дукатов), ни Карс он не получил. Однако, что более важно, шах смог заполучить доверие как Сулеймана, так и его преемника Селима, пообещавшего Тахмаспу мир между государствами, который должен продлиться вплоть до Страшного суда. Для османов же итогом бунта Баязида, помимо кровавой гражданской войны, стали административные изменения в армии, развитие дипломатического корпуса, а также изменение в принципах престолонаследия: отныне титул правителя передавался не тому шехзаде, кого султан посчитает самым достойным, а только старшему из наследников.
Лэмб писал, что Сулейман после казни Баязида и его сыновей не стал приближать к себе Селима, рассчитывая лишь на поддержку Михримах. Однако овдовевшая в том же году Михримах не смогла простить отцу убийство любимого брата: облачившись в траур, она переехала в Старый дворец вместе со всей своей свитой. О своём отъезде Михримах не уведомила отца лично, передав ему послание через главную калфу уже после случившегося: отныне она будет носить траур по всей своей семье и более не будет проживать в покоях своей матери в султанском дворце, как это было ранее. Сулейман был очень огорчён, поскольку из всех своих детей больше всего он любил именно Михримах, и боялся, что теперь дочь ненавидит его. Уже находясь на пороге смерти, Сулейман осознал, что смерть Баязида была на руку христианскому миру, поскольку боязливый Селим был не способен упрочить правление османов, как это мог бы сделать Баязид.

## Потомство
Йылмаз Озтуна, не указывая иных данных, называет 9 детей Баязида: Орхана, Османа, Абдуллу, Махмуда, Мехмеда, Михрюмах, Хатидже, Айше и Ханзаде; он отмечает, что Михрюмах родилась в Кютахье в 1547 году и была замужем за Дамад Муззафером-пашой (ум. 1593), а её сестра Айше была женой Эратнаоглу Коджа Али-паши (ум. в 1562 в Токате).
Энтони Олдерсон указывает 11 детей: Абдуллу, Махмуда, Мехмеда, Мурада, Орхана, Османа, Сулеймана (р. 1557), Айше, Хатидже, Ханзаде и Михримах (р. 1550). Абдулла, Махмуд, Мехмед и Орхан были казнены вместе с отцом 25 сентября 1561 года. Мурад скончался в 1560 году, и в том же году был казнён трёхлетний Осман.
Шерафеттин Туран, не указывая общее количество детей Баязида, пишет, что бежали с ним в Персию и были казнены в Казвине его сыновья Орхан, Осман, Махмуд и Абдулла.
Американский профессор Лесли Пирс пишет, что, в отличие от братьев, Баязид имел большую семью — нескольких сыновей и нескольких дочерей, однако подробностей не приводит, указывая лишь, что шехзаде Орхан, ровесник сына Селима Мурада, в 1558 году своим дедом-султаном был назначен санджак-беем одной из провинций, и к этому моменту ему было около 12 лет.
Шахин Кая указывает, что старший сын Баязида Орхан был санджак-беем Чорума. Он также отмечает, что на момент бегства в Персию у шехзаде было четыре дочери, оставшиеся в Амасье, и пятеро сыновей, четверо из которых бежали с ним, а самый младший — новорождённый шехзаде — остался с сёстрами в санджаке.

## Личность и поэзия
Путешественник Ханс Дерншвам, лично видевший Баязида в Эдирне в 1555 году, описывал его похожим на отца по темпераменту, невысокого роста, бледного, с жёлтым лицом, худого и со светлыми усами. Кроме того, он описывается другими встречавшимися с ним путешественниками как человек меланхоличный, любящий чтение, добродетельный, поэтический по натуре, умный, скромный, смелый и храбрый.
Баязид писал стихи под псевдонимом Шахи́ и во время своего пребывания в Кютахье основал «мир мудрости», состоящий из учёных и поэтов. В его диване, состоящем из 1443 куплетов, помимо стихов на османском языке есть также стихи на персидском. Кроме того, стих Баязида с редифом «отец» в своё время читался по всей стране. Копии рукописей стихов Баязида хранятся в коллекции библиотеки эмира Али (тур. Millet Kütüphanesi Ali Emirî). Стихи Баязида переводятся на современный турецкий язык, однако некоторые переводы подвергаются критике.
Пирс отмечала, что когда у султана осталось только двое сыновей, Баязид и Сулейман I вели дискуссию о престолонаследии в стихах.

## Киновоплощения
Баязид является одним из персонажей турецкого телесериала «Хюррем Султан» (2003), роль исполнил Энгин Алтан Дюзьятан. Он также появляется в турецком телесериале «Великолепный век» (2011—2014): во втором и третьем сезонах Баязид является второстепенным персонажем (роль исполняли Озгюр Эгэ Налджи / Эрхан Джан Картал); в четвёртом сезоне повзрослевший Баязид становится одним из главных персонажей телесериала, роль исполнил Арас Булут Ийнемли.

## Комментарии
1. ↑  Согласно Лесли Пирс, ряд историков считал, что пока был жив Мехмед, первенец Хюррем и второй по старшинству сын Сулеймана, султан видел именно его своим преемником в обход старшего сына Мустафы. В пользу этого говорит и тот факт, что в 1542 году, когда Мехмед достиг возраста отправки в санджак, он был назначен санджак-беем Манисы, а Мустафа был переведён в более отдалённую от столицы Амасью. С другой стороны, Амасья с военной точки зрения была важнее, и эти два назначения могли быть не связаны между собой. Более того, Мустафа был переведён в Амасью в июне 1541 года — за 14 месяцев до назначения Мехмеда санджак-беем Манисы[17].
2. ↑  Сакаоглу отмечает, что Данишменд всё время употребляет выражения «говорится», «поговаривают», «согласно легенде», ссылаясь на неопределённые источники. Сакаоглу делает вывод, что его догадки, возможно, не имеют под собой достоверных оснований[18].
3. ↑  Взрослым шехзаде нельзя было появляться у ворот Стамбула без разрешения по причине того, что они могли поднять восстание капыкулу[тур.][23].
4. ↑  Сулейман призывал сыновей к смирению, заявляя, что трон после его смерти займёт тот, кого пожелает видеть на троне Аллах[34].
5. ↑  К этому моменту по меньшей мере один сын Баязида был санджак-беем: в 1558 году Сулейман I отправил в провинции двоих своих старших внуков — сына Селима Мурада в близкий к санджаку его отца Акшехир, а сына Баязида Орхана в Чорум[27].
6. ↑  Озтуна считает именно эту дату датой назначения Баязида санджак-беем Амасьи[6].
7. ↑  Тюрки считали число 9 священным. поэтому число даров должно было равняться девяти[47].
8. ↑  Фараджи или Ферадже[тур.] — мужская широкая верхняя одежда, преимущественно с длинными рукавами. У константинопольских турок также женская верхняя одежда, надеваемая при выходе из дома[48].
9. ↑  Лэмб отмечал, что бороду Баязиду сбрили посланники его отца, чтобы идентифицировать его. Однако одежды его свидетельствовали о его падении: персы одели его в грязные овчины, подпоясанные верёвкой, чтобы он больше не казался османским шехзаде, которому шах пообещал покровительство[46].
10. ↑  Бидлиси отмечает, что позднее на этом же месте шах Исмаил II казнит сыновей Тахмаспа[50].
11. ↑  Калфа — невольница в гареме султана, служившая личной прислугой султанов, жён, наложниц, матерей и детей, а также занимавшаяся обучением наложниц и слуг[52].